# 丹麥文化

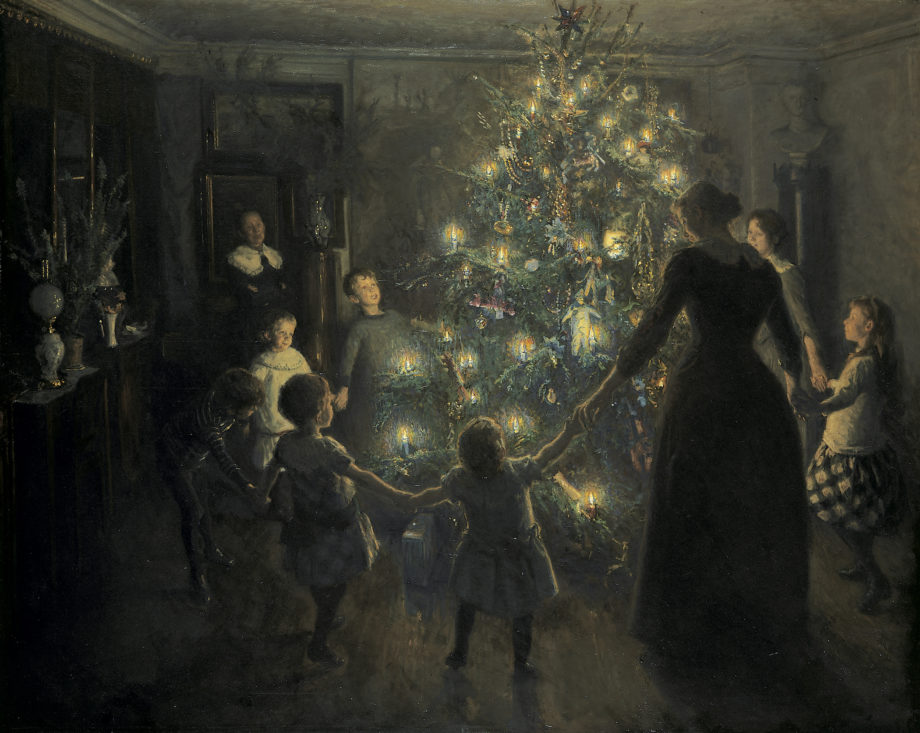
維果·約翰森：“快樂的聖誕節”（1891年）

丹麥文化是西方文化之一，它在藝術上成就頗高，與丹麥社會和日常生活密不可分。謙遜、守時和社會平等是丹麥文化的重要組成部份。在丹麥，試圖將某人與眾人彼此區分就可能引起敵意，這違反了詹代法則。丹麥政府為文化和藝術創作提供了大量的基金，其中很多是由地方政府來管理的，因此丹麥公民也直接參與到了其中。
丹麥有著豐富的文化和知識遺產。科學領域有第谷·布拉赫、路德維格·A·柯丁、尼爾斯·玻爾，文學領域有漢斯·克里斯蒂安·安徒生、索倫·奧貝·基爾克果、凱倫·白烈森（筆名伊莎·丹尼森）、路德維格·霍爾伯格、亨利克·蓬托皮丹、皮亞特·海恩、赫爾曼·邦，音樂界有卡爾·尼爾森，卡爾·希歐多爾·德萊葉和拉斯·馮·提爾等導演的電影也都是國際知名的。
丹麥首都哥本哈根也有諸多經典與名勝，例如趣伏里公園、阿馬林堡宮、克里斯欽堡宮、聖母教堂、羅森堡宮、哥本哈根歌劇院、腓特烈教堂、托瓦爾森博物館、圓塔和美人魚雕像等。

## Hygge

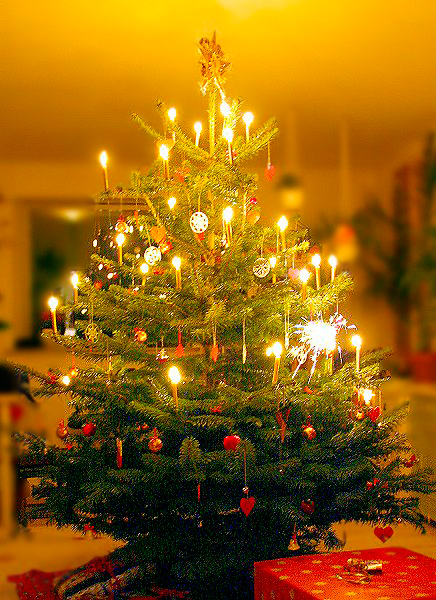
家庭裝飾的丹麥聖誕樹

丹麥文化中的基礎元素之一是“hygge”，指的是與家人或愛人一同享受幸福時光，通常伴隨著欣賞佳餚或者點一支蠟燭營造溫馨氣氛。丹麥聖誕節是這一情況最常發生的時間。

### 丹麥聖誕節
丹麥語中聖誕節是“Jul”，這個詞來源自挪威語“jól”，意思是“仲冬”，與英語詞yule（聖誕節）同根。
在有基督以前慶祝仲冬就是斯堪的納維亞文化的重要組成部份之一，後來受到基督教的影響，演變為現在的樣子。
在很多國家聖誕節是在12月25日慶祝，但是丹麥及其他斯堪的納維亞國家，聖誕節最隆重的時刻是在24日的平安夜，全家人都聚在一起的時刻。
“Juleaften”（丹麥語：平安夜）開始於下午6點傳統晚餐上來的時候，菜單包括：
- 白色（水煮）和焦糖色的馬鈴薯，紅葉捲心菜、棕色調味醬（肉汁）和烤鴨或烤鵝。一些家庭也會選擇帶豬皮的丹麥特色烤豬“flæskesteg”，也許再加一些風味烤腸“medisterpølse”。

- 甜點，包括“ris á l'amande”，Ris á l'amande需要提前一天準備，在端上餐桌前加磨碎的杏仁和香草，它本身是冷的，但是會澆上熱櫻桃醬。有時一個沒有磨碎的杏仁也會被藏在Ris á l'amande里，能吃到它的人會得到一件小禮物。

之後，全家會點燃聖誕樹上的蠟燭、圍著聖誕樹唱頌歌，隨後交換禮物。

## 民間風俗

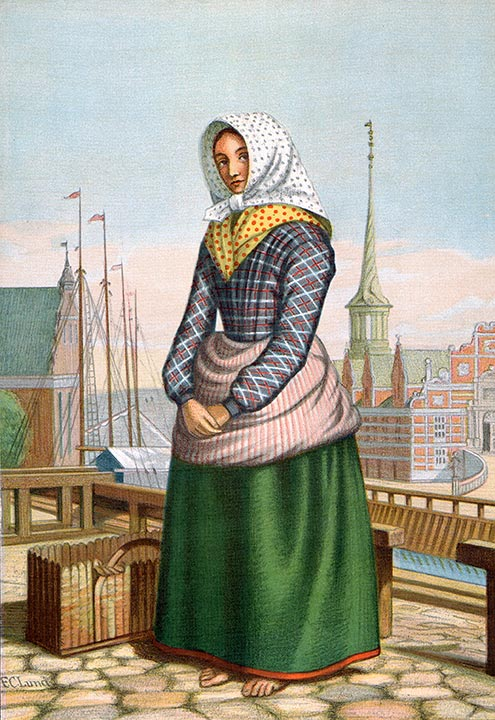
弗雷德里克·克利斯蒂安·隆德：Girl from Skovshoved

丹麥民俗包括民間傳說、神話、音樂、大眾信仰等方面，丹麥民俗在國內的城鎮間廣為流傳，多數是口口相傳。隨著19世紀民族意識的提高，研究者們開始在全國各地收集各種形式的民俗傳統。今天已成為丹麥的文化財產，在國家和地方的傳統、歌曲、民族舞蹈和文學創作上都有所體現。
丹麥的民族舞蹈可以追溯到20世紀初期，此時民族意識得以復興。1901年，丹麥民族舞蹈促進協會（Foreningen til Folkedansens Fremme）在哥本哈根成立，領導全國各地的相關協會。現在丹麥約有12,00名舞蹈表演著，屬於219家當地俱樂部，它們提供音樂、舞蹈和服飾製作的培訓課程。
丹麥的民族服飾大約起源自1750年到1900年的某一段時期內。在鄉村地區，為家人和僕人製作製作衣服是重要的日常生活之一。丹麥畫家弗雷德里克·克利斯蒂安·隆德在第一次石勒蘇益格戰爭期間曾作為一個士兵周遊全國，描繪了各式的當時鄉村婦女。1864年他以設色石版畫的形式在《Danske Nationaldragter》（丹麥國家服飾）上出版了他的31幅作品。
丹麥民間傳說中有許多取自北歐神話的形象，例如洞穴巨人、精靈和哥布林。“尼森小人” （nisse）是最著名的丹麥民間傳說形象之一，它的來源大概可以追溯到基督誕生以前，曾被當作是一種居住在人家裡的神明。傳說每一個農家都有一個尼森小 人，居住在閣樓或者馬棚裡，尼森小人身體是灰色的，戴著紅色的小帽子，不會比一個10歲的小孩子更高，如果善待它的話（譬如在晚上給它一碗帶黃油的粥），會得到回報，反之則會遭到報復。

## 丹麥飲食

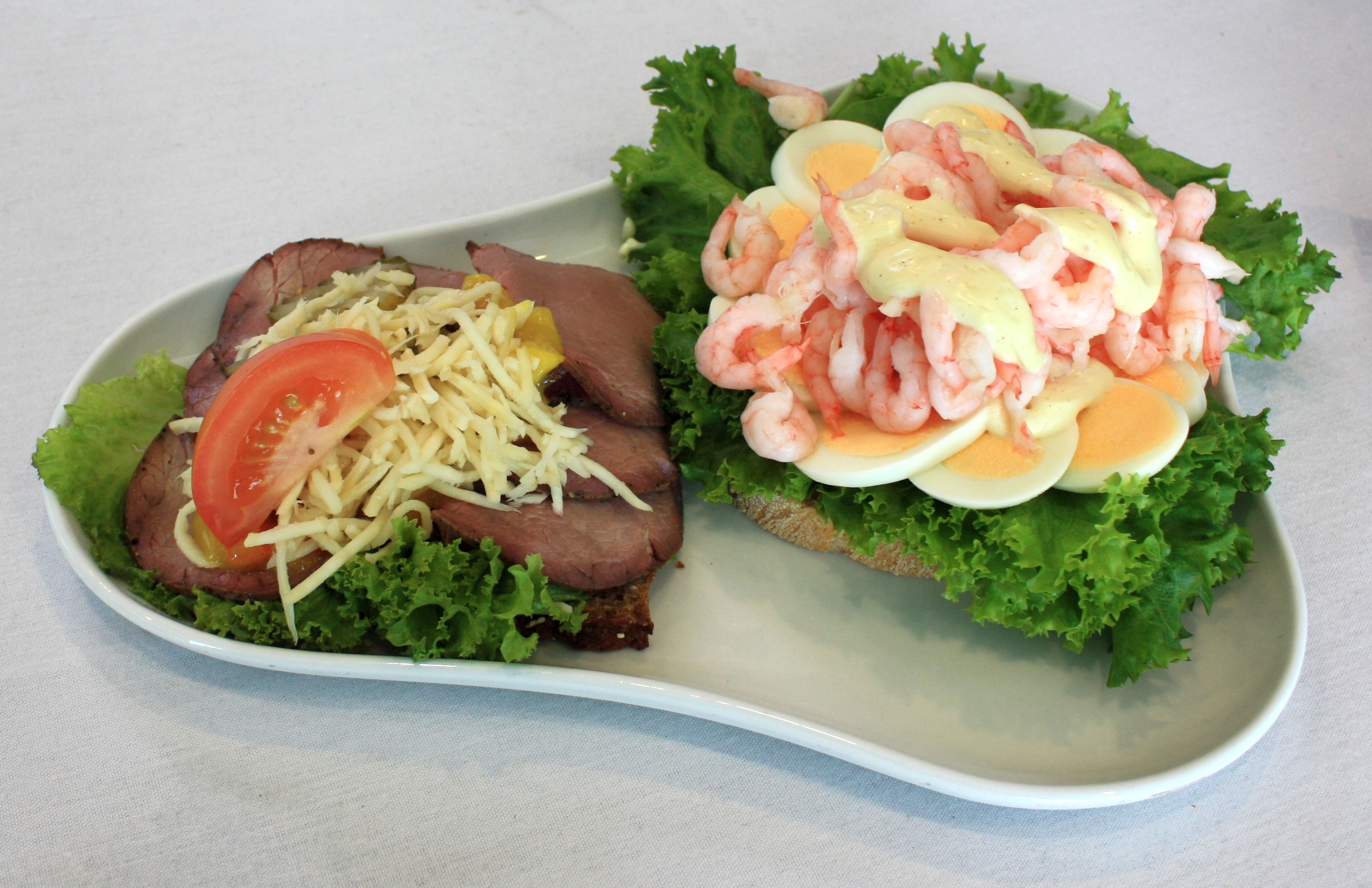
Smørrebrød（單片三明治），左：丹麥黑麵包上的帶蛋黃醬和西紅柿的烤牛肉；右：帶雞蛋、蝦、檸檬片和蛋黃醬的白麵包

丹麥也是對現代飲食業的一大貢獻可能就是“smørrebrød”，一種單片三明治，通常會用一片黑麵包，也會用洋蔥圈、蘿蔔片和蛋黃醬等裝飾。丹麥的晚餐通常吃熱食。傳統晚餐也可能包括炸魚、紅葉捲心菜烤豬肉、燉雞等。
松餅球（æbleskiver）是一種傳統丹麥甜點，使用特製的小鍋加黃油烤熟。一般會在盛放松餅球的盤子上加一個蘋果，這也是它爲什麽叫做“æbleskiver”的原因，這個單詞在丹麥語裡的意思是“蘋果片”。
新丹麥菜採用了富有創意的新菜譜，並對當地食材善加利用，因此在各個省市廣受歡迎，一些做新丹麥菜的餐館得到了米其林指南的好評。
丹麥的飲食文化比較開放。16歲就可以在商店裡合法購買酒精飲料，18歲就可以去酒吧。但是傳統上青少年在13-14歲的時候就被允許喝酒了。

## 運動
丹麥的民族體育是足球，多次參加歐洲足球錦標賽，並獲得了1992年歐洲足球錦標賽冠軍。1995年曾獲聯合會杯。是1998年世界杯四強。
丹麥的沙地摩托車曾贏得數次世界冠軍。在老年人口中高爾夫也廣受歡迎。
丹麥棒球聯盟的歷史可以追溯到1950年。
丹麥國家手球隊在歷史上曾多次贏得歐洲冠軍，男子隊贏得過5次獎章，包括2008年和2012年兩面金牌以及2002年、2004年和2006年的三面銅牌。

### 自行車

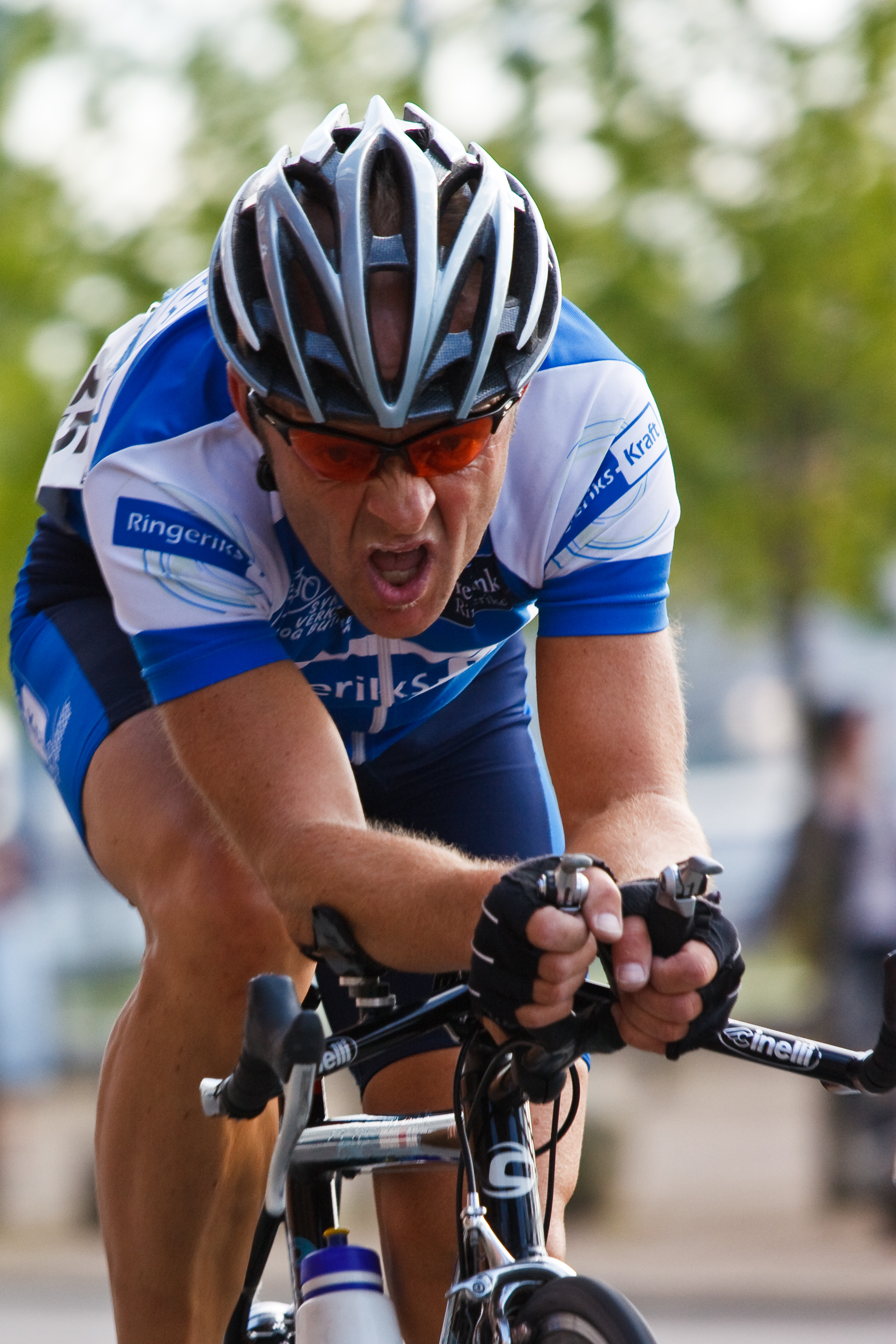
哥本哈根世界戶外運動賽中的自行車比賽

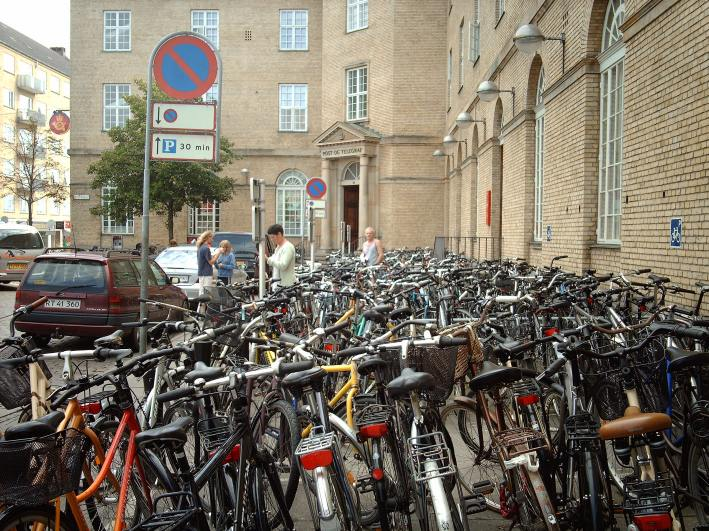
在奧胡思停放著的自行車

丹麥是一個自行車運動強國，Bjarne Riis在1996年贏得了環法自行車賽冠軍，2005年和2006年米切爾·拉斯姆森兩度奪得 山地之王的稱號。
自行車在丹麥是一向很受歡迎的運動和交通工具。哥本哈根的自行車道設計完善，所以也適於騎自行車，每日約有36%的公民都會騎自行車，他們全部的行程加起來可能有130萬公里。根據哥本哈根市政統計數據，使用自行車最為通勤工具的人數比例會從2012年的40%上升到2015年的50%。
在夏季，哥本哈根的一些地區會提供哥本哈根城市自行車。奧胡斯、腓特烈港和奧爾堡等城市也有自行車相關計劃，其目的是讓人人都能有方便的自行車可騎。因為市內建有大量的自行車道，歐登塞曾被授予“年度自行車城”的稱號，共有350公里的自行車道可供全天候使用。

## 藝術

### 繪畫

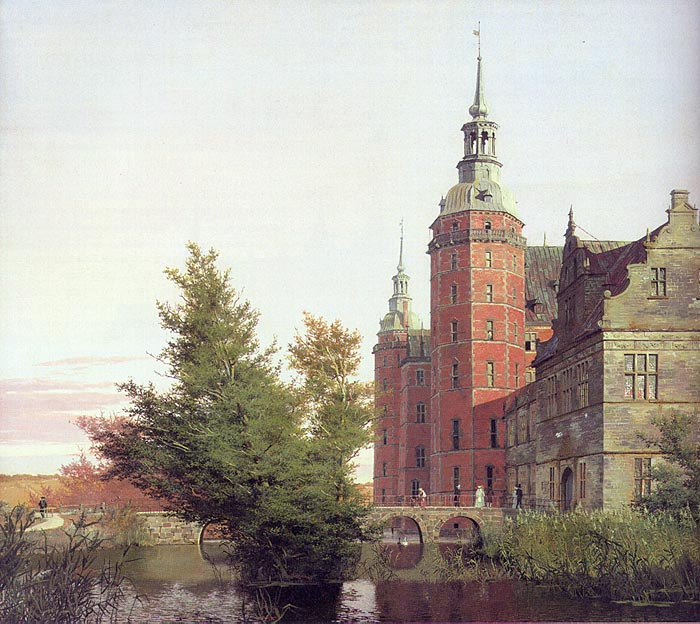
腓特烈宮，Christen Købke，1836

丹麥的繪畫史可以追溯到幾百年前，一些早期作品見於教堂壁畫。但丹麥繪畫的黃金時代在19世紀初才開始的。克裏斯托夫·威廉·埃克斯貝格對後世的丹麥的自然風景畫家影響深遠。他有許多傑出的弟子，諸如威廉·貝茨、克里斯汀·柯貝、馬丁努斯·羅比、康斯坦丁·漢森、Jørgen Roed、威廉·馬斯特蘭德、C·A·詹森、約翰·盧貝和P.C. Skovgaard。
19世紀，P.S. Krøye、Michael Peter Ancher和Anna Ancher搬到了日德蘭半島北部的斯卡恩去描繪當地的風土人情，因此這裡逐漸發展成了畫家們的聚集地。後來幾乎同樣的事情又發生在了菲英島，這次的創始人是喬納森·拉森和Vilhelm Hammershoi。
哥本哈根北部的路易斯安那現代藝術博物館、日德蘭半島北部的奧爾堡和ARoS奧胡思藝術博物館收藏了大量的現代藝術品。有豐富藏品的國家藝術博物館和新卡爾斯伯格美術館位於哥本哈根。

### 雕塑
丹麥雕塑的歷史可以追溯到1752年，當時弗雷德里克五世在馬背上要求雅克·沙利雕刻一個塑像。巴特爾·托瓦爾森對丹麥雕塑大的貢獻尤大，它和其他的一些雕刻家悶在新古典主義、現實主義、歷史相對論等相關方面都做出了很多優秀作品。後來歐洲的超現實主義和現代主義也對其產生了一定的影響。

### 文學

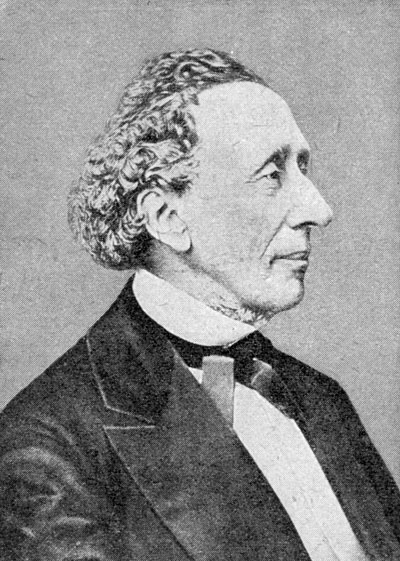
安徒生

漢斯·克里斯蒂安·安徒生、索倫·奧貝·基爾克果、凱倫·白烈森、路德維格·霍爾伯格、亨利克·蓬托皮丹、皮亞特·海恩和赫爾曼·邦都是丹麥文學創作中值得一提的人物。

### 建築

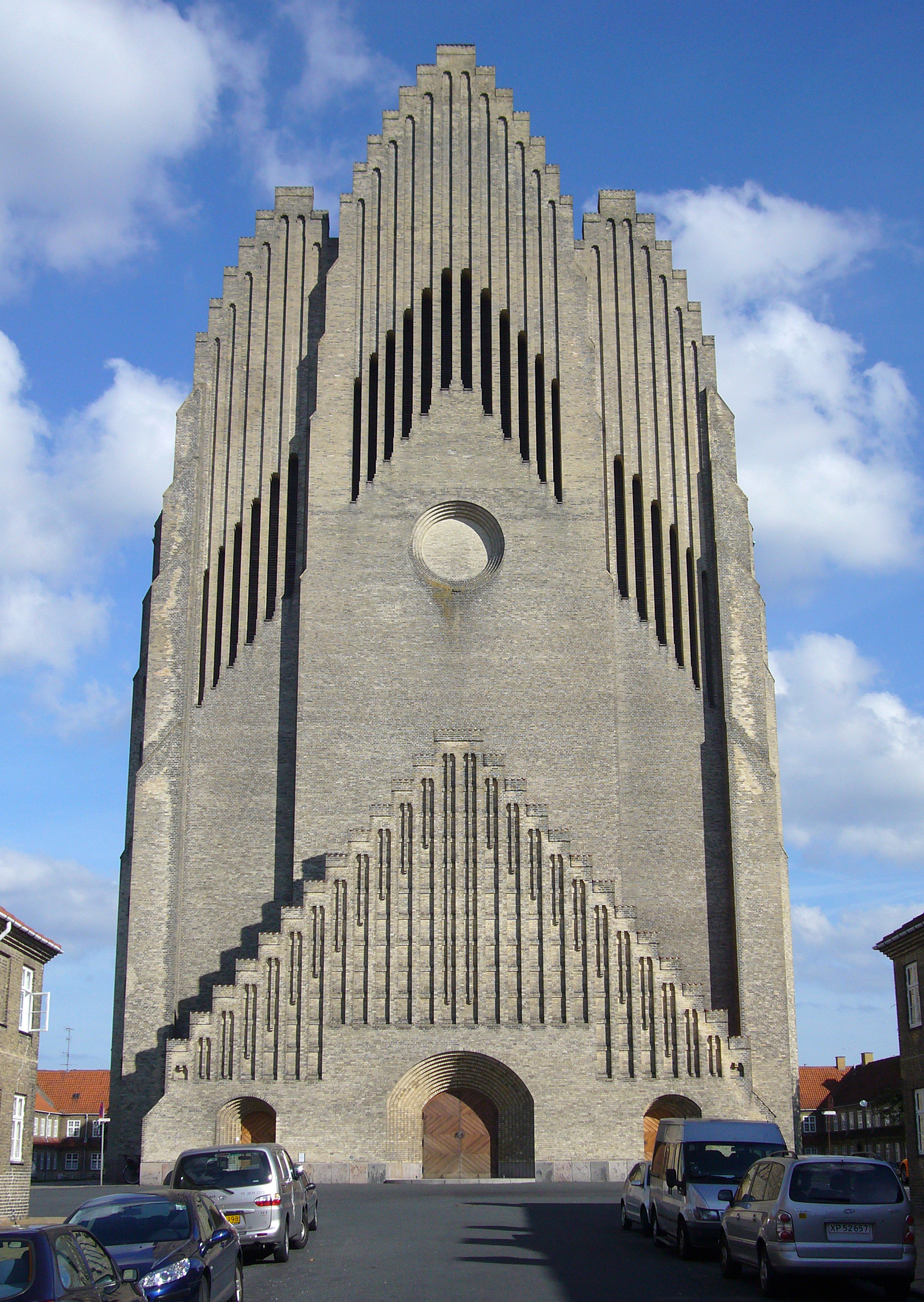
葛隆韋教堂，哥本哈根

丹麥的建築史可以一直追溯到維京時代，但是具體要到中世紀羅曼式建築和哥特式建築在丹麥出現時才可辨識。受法式城堡和荷蘭設計師們的影響，文藝復興時期大量皇家宮殿出現了。新古典主義建築也從法國傳到丹麥，19世紀逐漸發展成為國家浪漫主義風格。不過直到20世紀，伴隨著功能主義的出現，丹麥建築才開始出現在整個世界的眼中，此時約翰·奧託·馮·斯普里克森為巴黎設計了新凱旋門。同樣著名的有約恩·烏松設計的悉尼歌劇院，阿納·雅各布森的丹麥現代式傢具設計，例如天鵝椅和蛋椅等。Bjarke Ingels在中國2010年上海世界博覽會上設計了丹麥國家館。

### 攝影

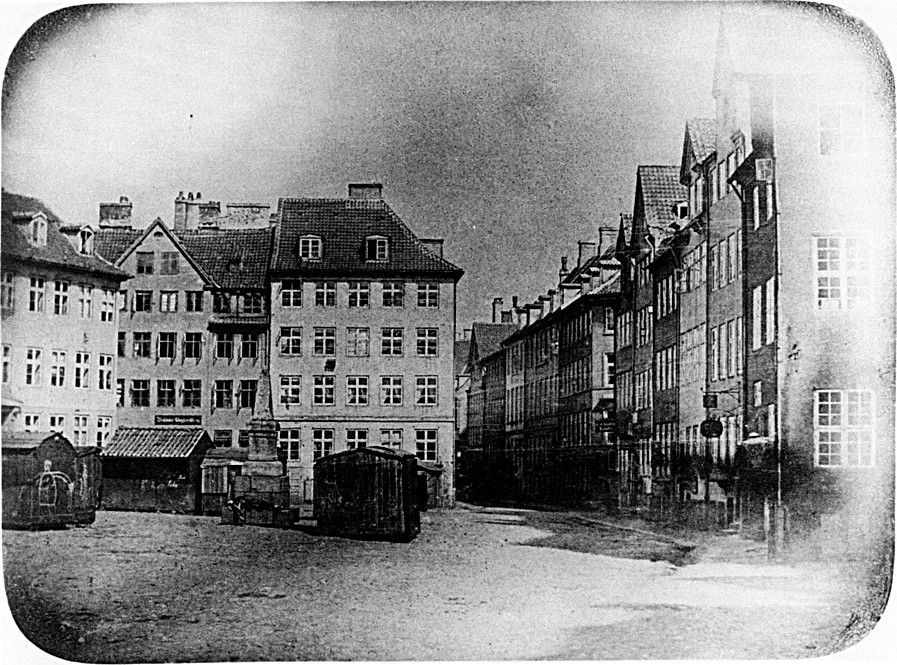
彼得·法伯爾：Ulfeldts Plads，哥本哈根（1840年），丹麥最古老的相片

在攝影史上丹麥起步相當之早。先鋒人物諸如Mads Alstrup和喬治·埃米爾·漢森為丹麥攝影的發展鋪平了道路。雅斯特麗德·克魯斯·詹森和雅各布·奧爾·索伯也相當出名。

### 丹麥設計

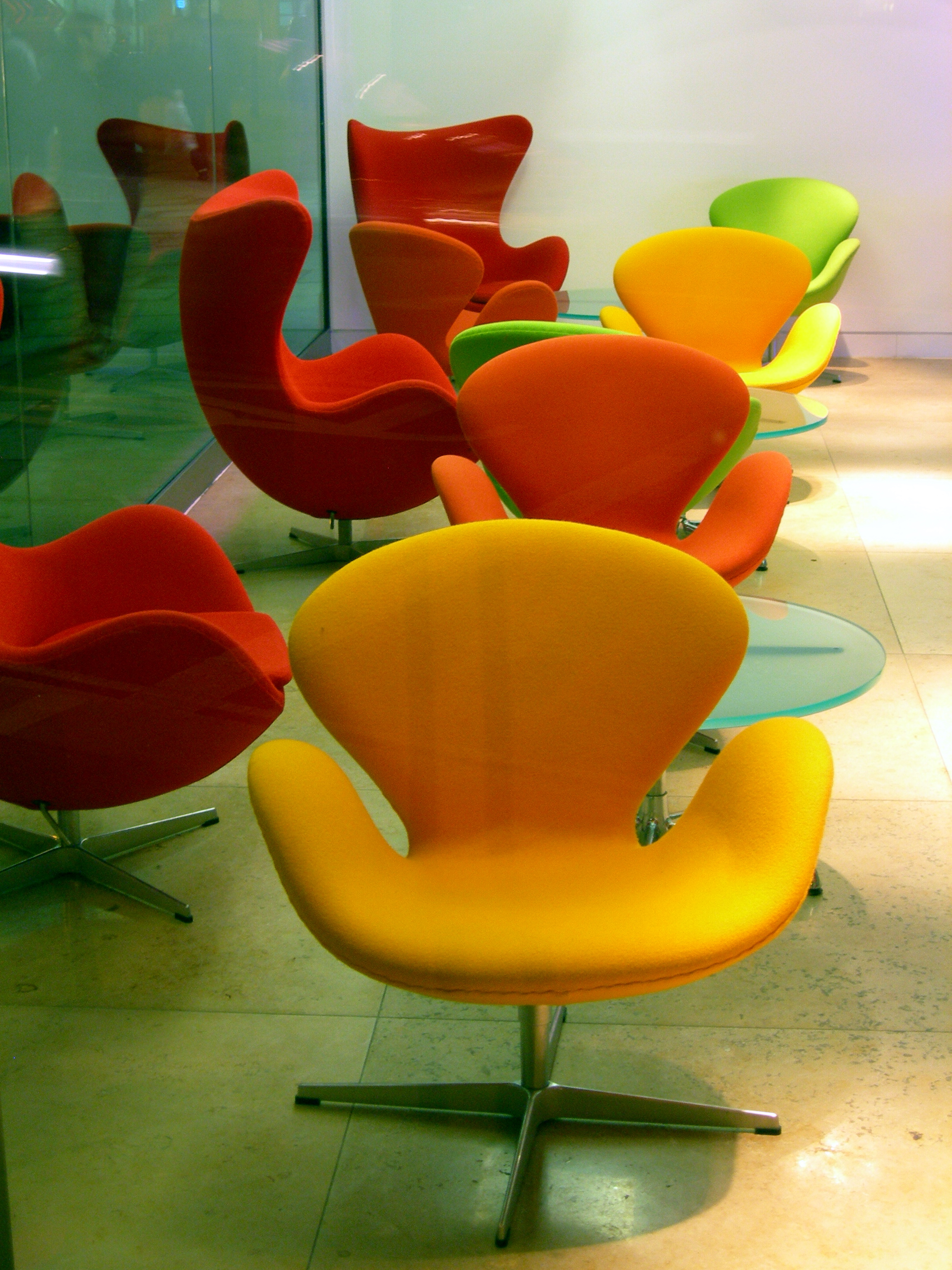
阿納·雅各布森的天鵝椅和蛋椅

丹麥式設計是一個常被用來描述功能主義式的設計和20世紀中期發展出的建築風格。受德國包豪斯學派的影響，很多丹麥設計師結合極簡主義和功能主義，使用了新的工業技術設計建築、傢具和家庭用品，其中很多設計已經變成了典型，到現在已然被使用和生產著。著名的例證有蛋椅、PH燈和悉尼歌劇院。
丹麥瓷器廠皇家哥本哈根以其高質量的產品而出名，並已經行銷世界各地。波奇·莫更森（1914–1972）、芬·居爾（1912–1989）、漢斯·魏格納（1914–2007）、阿納·雅各布森（1902–1971）、Poul Kjærholm（1929–1980）、 保爾·漢寧森（1894–1967）等都是丹麥的著名設計師。
哥本哈根的丹麥藝術與設計博物館有很多丹麥式設計的藏品。

## 表演藝術

### 音樂

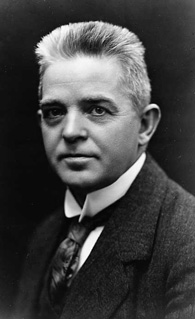
卡爾·尼爾森

卡爾·尼爾森式丹麥最著名的作曲家之一，他著名的作曲有阿拉丁 (尼爾森)、歌劇Saul og David等。奧古斯特·布農維爾、 漢斯·阿布拉漢森、珀爾·納爾戈爾和保爾·盧德爾斯在古典樂上功勳卓著。
丹麥擁有著名爵士樂音樂家Svend Asmussen、Niels-Henning Ørsted Pedersen、Niels Lan Doky和Marilyn Mazur等人，哥本哈根音樂節也在丹麥舉辦。
丹麥的流行、搖滾樂隊有水叮噹、D-A-D、邁克爾學搖滾、節奏排排站和Mew等。美國金屬樂隊的鼓手拉爾斯·烏爾里希是第一個進入搖滾名人堂的丹麥音樂家。

### 電影
1987年，加布利埃爾·阿列克謝的電影《芭貝特的盛宴》贏得了奧斯卡獎。次年，比利·奧古斯特也以《征服者佩爾》獲奧斯卡獎。1992年，奧古斯特在加納以英格瑪·伯格曼自傳改編的《善意的背叛》獲得金棕櫚獎。2011年，蘇珊娜·畢爾的《更好的世界》獲奧斯卡最佳外語片獎。
1990年代起，道格瑪95運動興起，拉斯·馮·提爾、托馬斯·威滕博格、Søren Kragh-Jacobsen和隆·朗舒非成為新一代的領軍人物。

### 戲劇

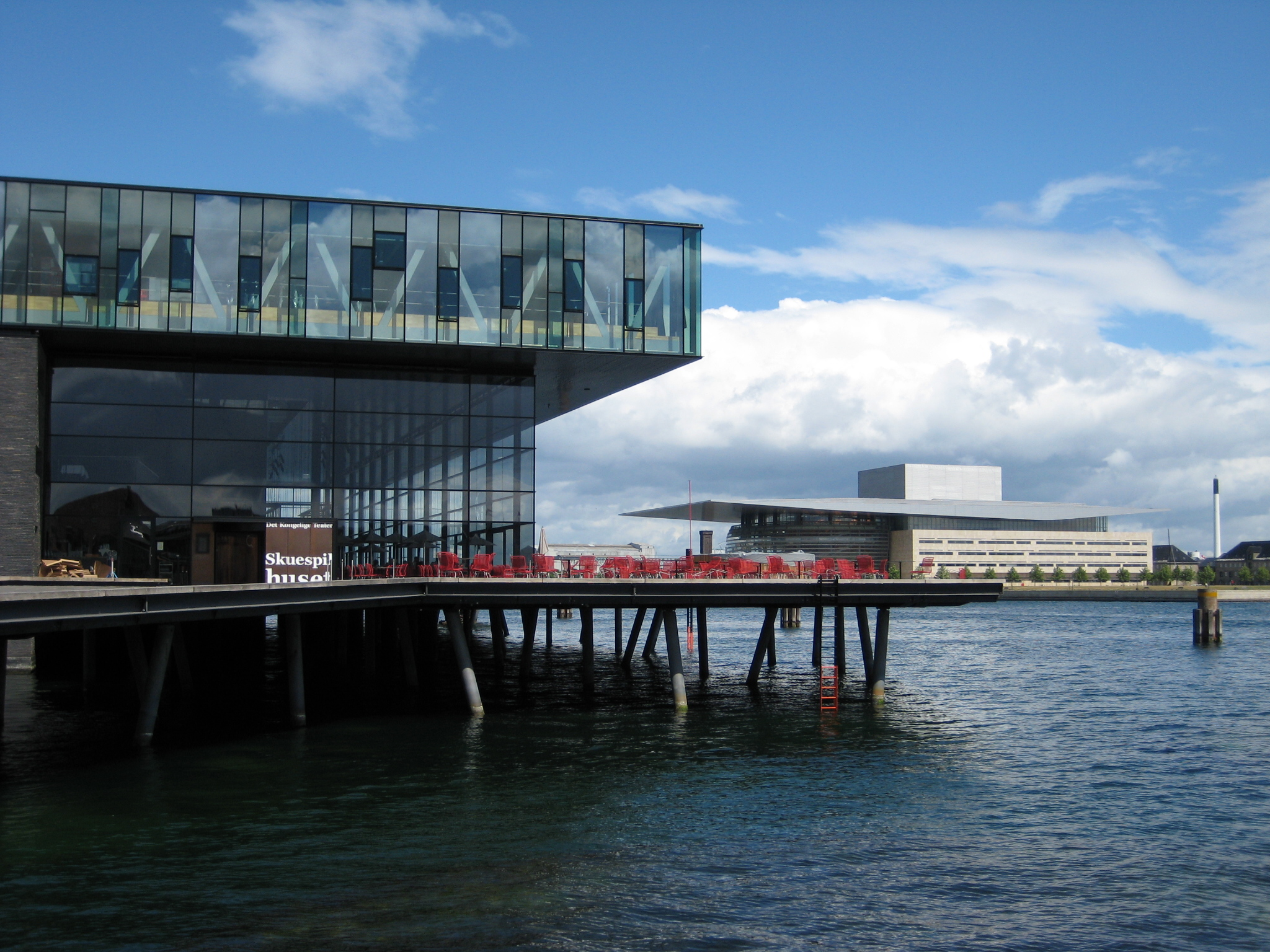
丹麥皇家劇場（左）和哥本哈根歌劇院（背景，右）

因為哥本哈根的眾多劇院，丹麥的戲劇一直比較繁榮。
路德維格·霍爾堡（1684年–1754年）是丹麥戲劇的創始人之一，他的諷刺喜劇“Jean de France”和“Jeppe of the Hill”現在仍然在演出。
Adam Oehlenschläger（1779年–1850年）將浪漫主義引進到了丹麥戲劇之中，他的名作有Earl Hakon the Mighty，1808年首次公演。
挪威人亨利克·易卜生（1828年-1906年）也曾旅居哥本哈根，并創作了《玩偶之家》等著名戲劇。
20世紀後半期，一些新的劇作家出現了，諸如阿斯特麗德·薩爾巴赫（1955年出生），2004年獲北歐戲劇獎。同時丹麥的音樂劇也開始煥發活力，克努得·克里斯滕森的《西拉諾》（1992年），Bent Fabricius-Bjerre的《鬥牛士》（2007年）都是非常成功的作品。
另一項丹麥傳統戲劇是滑稽劇，最早在丹麥出現於19世紀。現在丹麥所有的劇院在夏天都會出現滑稽劇，嘲諷當局甚至皇室。
丹麥電視節目也以1970年代以來的丹麥電視戲劇影響著丹麥的戲劇業，其中包括兩季連續劇《The Killing》, 兩次都獲得了30%的收視率。

## 科學

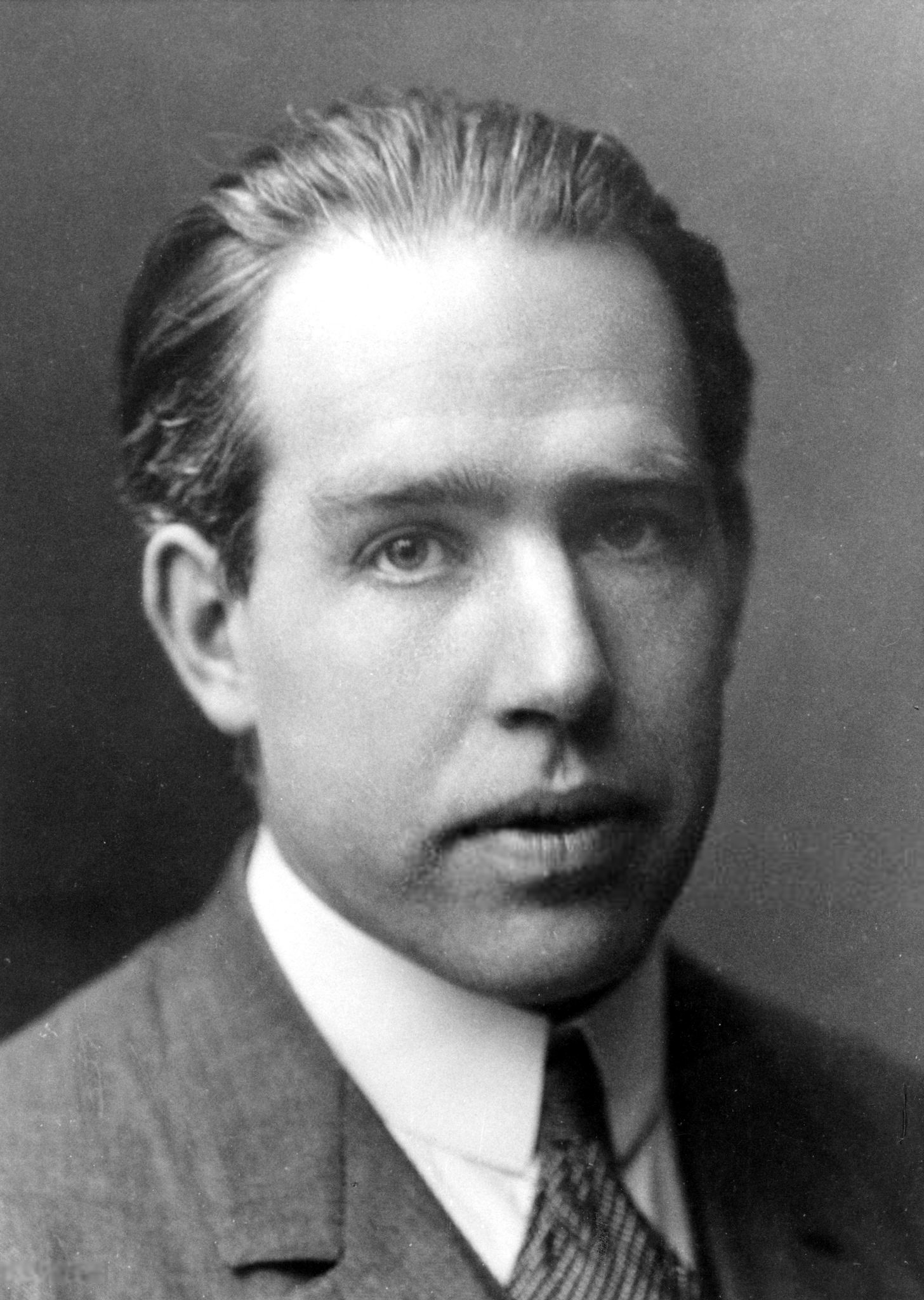
尼爾斯·波耳，20世紀最有影響力的科學家之一

第谷·布拉赫（1546年-1601年）對天文學的探索，路德維格·A·柯丁被世人疏忽的對能量守恆定律的貢獻，尼爾斯·玻爾（1885年-1962年）對原子物理的貢獻，羅斯努·斯拉斯克（1787年-1832年）、奧托·葉斯柏森（1860年–1943年）和威廉·湯姆森（1842年-1927年）對語言學的貢獻，以及被譽為“地質學之父”的尼古拉斯·斯坦諾（1638年-1686年）對地質學的貢獻，使得丹麥在科學界佔據了一席之地。
丹麥在計算機科學上的貢獻也極其突出，Per Brinch Hansen以幷發程序設計理論而知名；比雅尼·斯特勞斯特魯普發明了C++語言、傑納斯·弗利斯是Skype的開發者之一。拉爾斯·拉斯穆森是Google地圖的開發人之一，彼得·諾爾開發了BNF和ALGOL 60，獲得2005年圖靈獎。

## LGBT

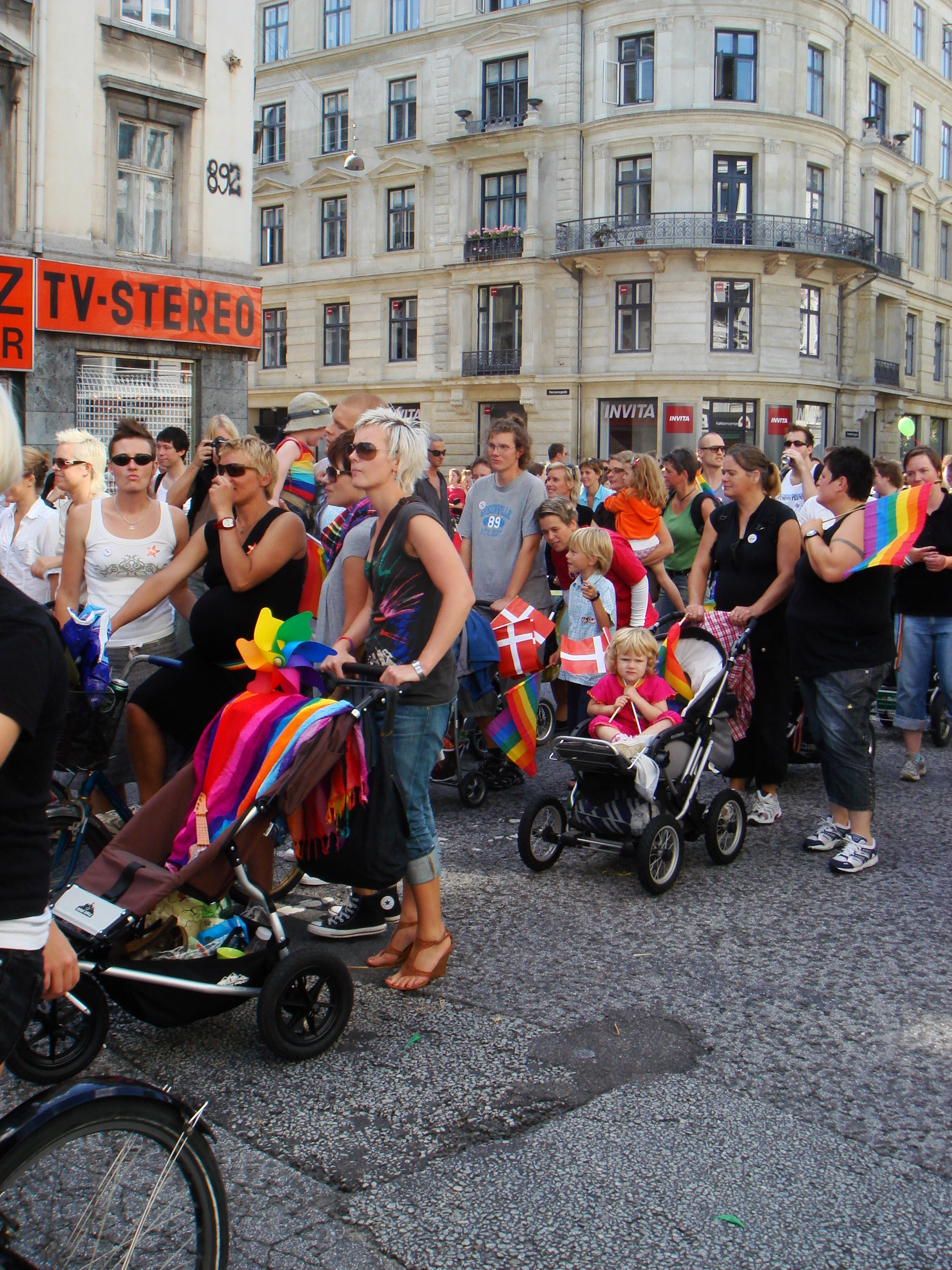
哥本哈根驕傲遊行, 2008

社會平等，包括性別平等在丹麥受到高度重視。丹麥人對性別少數族群比較寬容。
哥本哈根是同性戀的聖地。主要的同性戀節日有哥本哈根的驕傲遊行和每年11月舉行的哥本哈根男女同性戀電影節。除此之外，2009年世界同性戀運動會也是在哥本哈根主持的。1989年，丹麥成為世界上首個向同性伴侶提供民事結合，即與異性伴侶一樣平等權利的國家。
2012年6月7日，丹麥議會投票支持不分性別的婚姻（包括在丹麥教堂舉辦的婚姻）。2012年6月15日，丹麥同性婚姻正式合法化。

## 擴展閱讀
- Morten Strange, "Culture Shock! Denmark", London: Kuperard, 1996, 228 pp. ISBN 1-85733-159-1.
- Helen Dyrbye, Steven Harris, Thomas Golzen, "The Xenophobe's Guide to the Danes", Horsham, West Sussex: Ravette Publishing, 1997, 64 pp.

## 外部連結
- 丹麥食文化和丹麥美味（页面存档备份，存于）
- 丹麥與丹麥文化的事實（页面存档备份，存于）
- Visitdenmark.com
- willwalkforsex.com